# Radiance (album de Keith Jarrett)
Pour les articles homonymes, voir Radiance (homonymie).
Albums de Keith Jarrett
Always Let Me Go (en)
(2004) The Carnegie Hall Concert (en)
(2006)
Radiance est un album du pianiste de jazz américain Keith Jarrett enregistré en 2002 et publié en 2005 par ECM. L'enregistrement est réalisé en concert, à Osaka (premier disque et premier tiers du second) et à Tokyo.

## Présentation et analyse
Cet album marque le retour de Keith Jarrett aux concerts en piano solo après avoir été atteint du syndrome de fatigue chronique. L'album est ainsi conçu autour de morceaux « courts » (1 à 14 minutes, à comparer avec les improvisations de 30 minutes du Köln Concert).
C'est un concert totalement improvisé, dans la lignée de The Köln Concert. Jarrett laisse l'inspiration lui venir sous les doigts, enchaînant des improvisations qui se répondent les unes aux autres. Dissonances et consonances se succèdent, mêlant diverses influences (jazz, classique, pop, polf, flamenco...). Certains morceaux sont calmes et lyriques (comme la Part III), en réponse à l'intensité chaotique des pièces précédentes. Dans les notes de l'album, Jarrett admet que certains auditeurs « seront momentanément (du moins) perturbés par l'absence de contenu mélodique ou motivique. »
Pour la première fois, Jarrett s'est préparé longuement avant de donner ces concerts. Il a voulu se défaire du modèle du Köln Concert, et se « mettait au piano en étant conscient de ce [qu'il] ne voulait plus entendre, mais sans savoir encore ce [qu'il] voulait entendre. » Cela lui a pris des mois avant de se débarrasser de ses « clichés ». Au cours de ce travail, il a ainsi développé une main gauche « soliste » improvisateur, au même titre que la main droite.

## Liste des pistes
Toute la musique est improvisée par Keith Jarrett.
| N° | Titre     | Durée |
| -- | --------- | ----- |
|    | CD 1      |       |
| 1. | Part I    | 12:08 |
| 2. | Part II   | 1:40  |
| 3. | Part III  | 5:59  |
| 4. | Part IV   | 1:33  |
| 5. | Part V    | 10:59 |
| 6. | Part VI   | 8:01  |
| 7. | Part VII  | 9:52  |
| 8. | Part VIII | 5:25  |
| 9. | Part IX   | 6:12  |
|    | CD 2      |       |
| 1. | Part X    | 13:56 |
| 2. | Part XI   | 8:54  |
| 3. | Part XII  | 7:07  |
| 4. | Part XIII | 5:58  |
| 5. | Part XIV  | 14:04 |
| 6. | Part XV   | 10:03 |
| 7. | Part XVI  | 3:23  |
| 8. | Part XVII | 14:12 |

## Personnel
- Keith Jarrett : piano